# Monica Jusu Bah
Monica Allonia Jusu Bah, född 16 maj 2003 är en svensk fotbollsspelare som spelar för BK Häcken. Sedan 2024 har hon spelat i Sveriges A-landslag.